# Julija Starodubtseva
Julija Volodymyrivna Starodubtseva (ukrainsk: Юлія Володимирівна Стародубцева, født 17. februar 2000 i Kakhovka, Ukraine) er en professionel tennisspiller fra Ukraine.